# Zamangspitze
Die Zamangspitze (betont auf -máng-) ist ein 2386 Meter hoher Berg im Verwall im österreichischen Bundesland Vorarlberg in der Region Montafon.

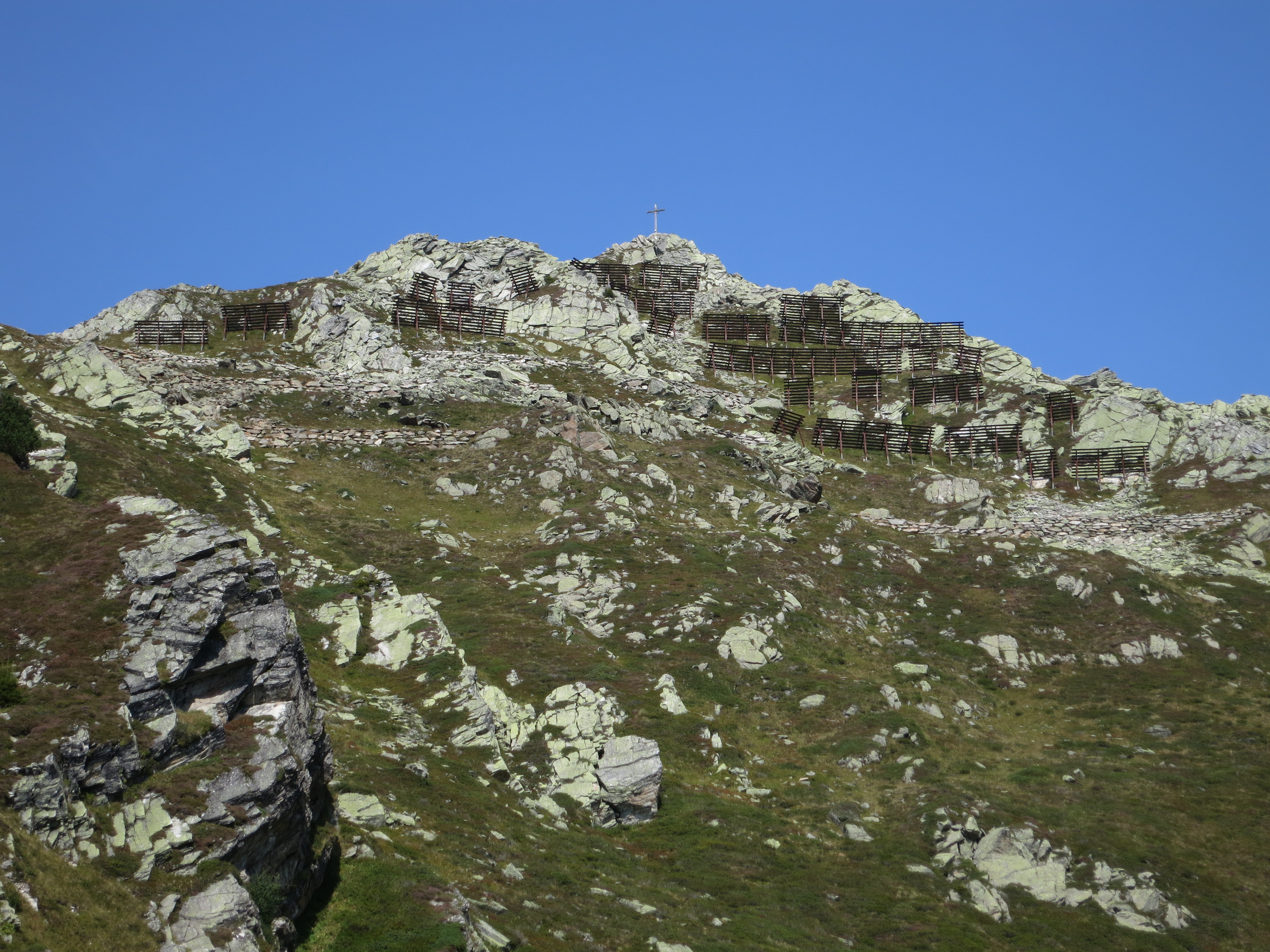
Blick auf die Zamangspitze von Osten